# Blockhusudden (fyr)
Blockhusudden är en svensk fyr belägen utanför Blockhusudden på Djurgården vid Stockholms inlopp i Lilla Värtan. 

## Historia
År 1912 blev Blockhusuddens fyr, en AGA-fyr efter Gustaf Daléns uppfinning, i hamninloppet till Stockholm först i världen med solventil. När den 1995 elektrifierades konstaterade man att ventilen aldrig någonsin krävt reparation.

## Teknisk information
Daléns uppfinningar innefattar klippljusapparaten med tryckregulator, solventilen samt den automatiska glödnätsutbytaren. Dessa konstruktioner lade grunden till företaget AGA (AB Gas-Ackumulator) och dess AGA-fyr. Sådana fyrar kan arbeta utan tillsyn upp till ett år.